# سوني إريكسون دابليو 995
يدعم الجيل الثاني GSM 850 / 900 / 1800 / 1900 والجيل الثالث HSDPA 900 / 2100
أعلن عنه في شباط 2009 وتم إطلاقه في أيار 2009
الذاكرة دليل الهاتف : 1000 سجل، ميزة صورة المتصل
سجل المكالمات 30 مكالمة صادرة، مستلمة، فائتة.

## الذاكرة
بطاقة الذاكرة 8 غيغا بايت من النوع M2
الذاكرة الداخلية 118 ميغا بايت

## الكاميرا
الكاميرة الأساسية 8.1 ميغا بكسل، أبعاد الصورة: 3264*2448 بكسل، فلاش LED،ميزة التركيز الآلي autofocus،مثبّت لاستقرار الصورة stabilizer، ميزة التعرف على الوجة وميزة Geo-tagging
وكاميرا ثانوية للاتصال المرئي
ويدعم فيديو WQVGA لــ 30 إطار بالثانية

## البطارية
البطارية Li-Po، التيار 930 م.أمبير
وضع الاستعداد 370 ساعة (جيل ثاني)، 360 ساعة (جيل ثالث)
وضع الاستخدام 9 ساعات (جيل ثاني)، 4 ساعات (جيل ثالث)، تشغيل الموسيقا 20 ساعة متواصلة
الأبعاد والوزن الأبعاد الطول: 97ملم، العرض: 49ملم ، السماكة: 15 ملم الوزن 113 غرام
مواصفات الشاشة : النمط 256 ألف لون، النوع TFT
الأبعاد 240*320 بكسل، حجم الشاشة: 2.6 إنش
ملاحظات حساس Accelerometer
النغمات النمط متعدد النغمات ويدعم MP3 و AAC
رجّاج
تخصيص مكبرات صوت ستيريو
الصوت مشغل موسيقى مشغل ووكمان الإصدار 4.0 ، MP3/AAC
مشغل فيديو MPEG-4
تبادل البيانات بروتوكول GPRS ، Class 10، بسرعة 32 إلى 48 كليو بت/ثانية
بروتوكول HSCSD
بروتوكول EDGE Class 10، بسرعة 236.8 كيلو بت/الثانية
الجيل الثالث بسرعة 7.2 ميغا بت/الثانية، 2 ميغا HSUPA
شبكة لاسلكية WLAN ، Wi-Fi 802.11 b/g بتقنية DLNA
بلوتوث الإصدار 2.0 مع A2DP
أشعة تحت الحمراء لا يدعم هذه الميزة
USB الإصدار 2.0 microUSB
مستعرض الإنترنت WAP 2.0/HTML (NetFront), RSS reader
الألوان المتاحة الألوان أسود، فضي، أحمر
مواصفات أخرى GPS مع دعم لوظائف A-GPS، تطبيق واي فايندر Wayfinder للملاحة كذلك خرائط جوجل
راديو FM ستيريو مع ميزة RDS
أنواع الرسائل SMS, MMS, Email, IM
تطبيقات جافا نعم، الإصدار MIDP 2.0
ألعاب حركية Motion-based كما يدعم ألعاب بلاي ستيشين 3
كما يملك تطبيق يو تيوب YouTube
وفيه مُشغّل للموسيقى ووكمان walkman 4.0
يملك مخرج سماعات أذن قياسي 3.5 ملم
مذكرة صوتية واتصال صوتي
ميزة التحكم عن طريق الاهتزاز shake-control
ميزة التعرف على الأغاني عن طريق TrackID
مكبر صوت خارجي للمكالمة
منصة خلفية ليرتكز عليها الجوال لتمكنك من مشاهدة الميديا بمنتهى الراحة و الاسترخاء.

## وصلات خارجية
معلومات عن الجهاز